# 경북기계공업고등학교 부설문화예술산업학교
경북기계공업고등학교 부설문화예술산업학교는 대구광역시 달서구에 있는 경북기계공업고등학교 내에 위치한 직업학교이다.

## 연혁
- 1990.03.23 직업과정 운영을 위한 설립계획 확정
- 1990.09.18 경북기계공업고등학교 부설 대구산업학교설립인가(기계과 2, 자동차과 2, 전자과 3 등 4개과 10학급)
- 1990.10.11 대구산업학교 교사 신축 기공식
- 1990.11.27 4개과 10학급 입교식 526명 선발
- 1991.03.08 경북기계공업고등학교 부설 대구산업학교 개교 및 입교식
- 1991.03.29 본교 교사 준공(교실 10, 실습실 7, 관리실 1, 기타 2)
- 1992.02.10 대구산업학교 제1회 수료식(522명)
- 1999.10.30 대구산업학교 개편인가(기계과1학급, 자동차과 1학급, 전자과 3학급, 정보전산과 3학급, 제과제빵과 1학급, 미용피부과 1학급, 6개과 10학급)
- 2007.03.01 제7대 정수열 교장 취임
- 2008.09.01 제8대 이상배 교장 취임
- 2009.08.31 대구산업학교 학과개편(2010학년도) 인가(기계과 1학급, 전자과 3학급, 정보전산과 2학급, 미용피부과 2학급, 제과제빵과 1학급, 5개과 9학급)
- 2009.12.30 대구산업학교 학과개편(2011학년도) 인가(기계과 1학급, 전자과 2급, 정보전산과 2학급, 미용피부과 2학급, 제과제빵과 1학급, 조리과 1학급, 6개과 9학급)
- 2011.01.05 대구산업학교 학과개편(2012학년도) 인가(기계과 1학급, 전자과 1학급, 정보전산과 1학급, 컴퓨터그래픽과1학급, 애니메이션과1학급, 미용피부과 2학급, 제과제빵과 1학급, 조리과 1학급, 8개과 9학급)
- 2017.03.03 입교식(314명)
- 2019.03.01 경북기계공업고등학교 부설문화예술산업학교로 명칭 변경

## 학과
- 무대영상예술과 2개반
- 디자인문화콘텐츠과 2개반
- 조리아트과 2개반
- 뷰티디자인과 2개반

## 학교 특성과 그외
- 다른 학교와 달리 1학년이 없고 모두가 3학년들 뿐이다. 학교 학생은 대구시내 인문계 학생들이 2학년을 마치고 3학년에 진학을 하면서 산업학교로 입교하기 때문이다.
- 산업학교에서는 '입학'과 '졸업'이 없고 '입교'와 '수료'라는 말을 쓴다. 대신 졸업장은 원래 다니던 학교(원적교)로 나오고 2주 마다 한번씩 원적교로 간다. 원적교에서는 오전 수업만 한다.
- 식당은 경북기계공업고등학교와 같이 사용한다.